# 登州路街道
登州路街道是中国山东省青岛市市北区下辖的一个街道。

## 行政区划
登州路街道下辖登州路社区、广饶路社区、青啤社区、人和路社区、丰盛路社区。

## 人口
2010年中国第六次人口普查时，登州路街道共有人口37371人。共有家庭13667户，平均每户2.51人。14岁以下的少年儿童共3368人，占总人口9.012%；15-64岁人口共29611人，占总人口79.23%；65岁及以上的老年人共4392人，占总人口的11.75%。男性共计17897人，占总人口47.89%；女性共计19474，占总人口52.10%。本地居住的人口中，拥有本地户籍的人口为21656人，占57.94%。